# Xã Leon, Quận Clearwater, Minnesota
Xã Leon (tiếng Anh: Leon Township) là một xã thuộc quận Clearwater, tiểu bang Minnesota, Hoa Kỳ. Năm 2010, dân số của xã này là 345 người.